# Euploea eleusina
Euploea eleusina är en fjärilsart som beskrevs av Pieter Cramer 1780. Euploea eleusina ingår i släktet Euploea och familjen praktfjärilar. Inga underarter finns listade i Catalogue of Life.

## Bildgalleri

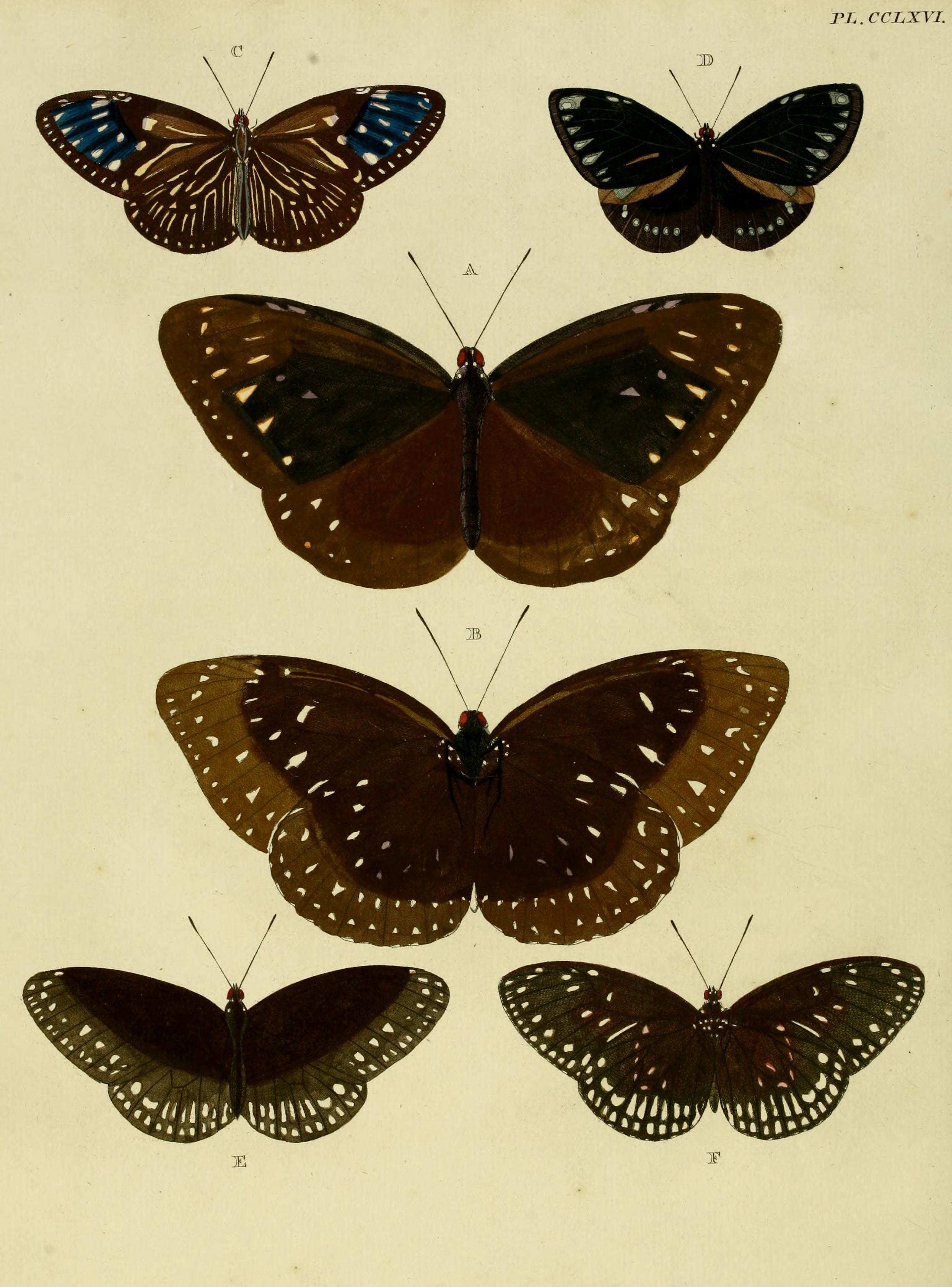
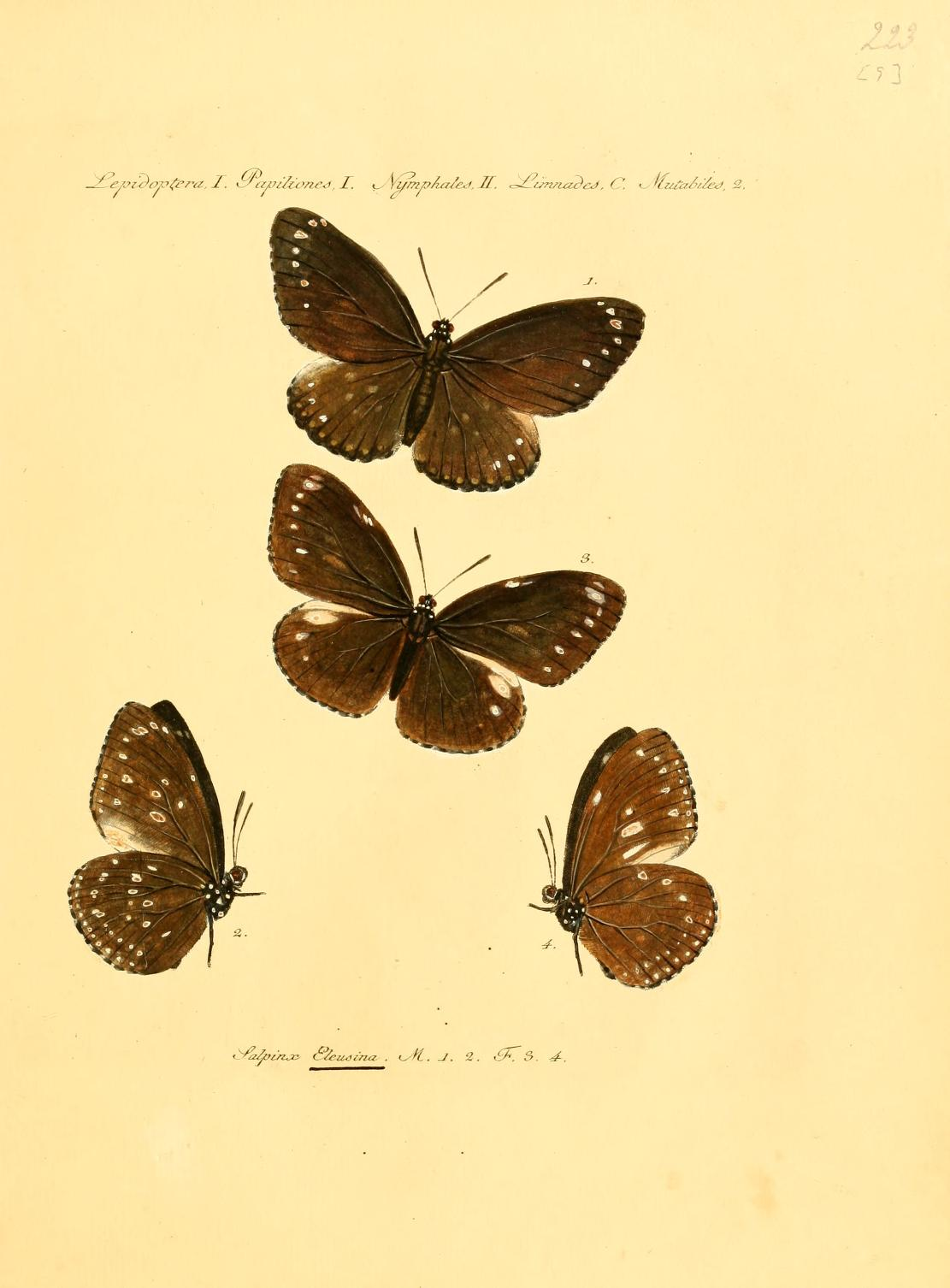